# Henry Timrod
Henry Timrod (Charleston, Carolina del Sud, 1828 – Columbia, Carolina del Sud, 1867). Poeta sudista, anomenat Poeta llorejat de la Confederació. Estudià lleis i literatura a Geòrgia, i aplegà els seus poemes a l'assaig Literature of the South (1859) i a l'antologia Complete Poems (1899). Durant la Guerra es va allistar a l'exèrcit confederat, però fou llicenciat per motius de salut. La tuberculosi li provocarà la mort. El seu amic Paul Hamilton Hayne recopilara la seva obra.